# Boulevards périphériques de Pékin
Pékin possède plusieurs rocades périphériques qui encercle son centre-ville historique et son agglomération.
En 2020, on en dénombre officiellement six, classées soit en voie express, soit en autoroute. L'un des boulevards périphériques de Pékin les plus importants est le deuxième périphérique, au cœur de la ville, reprenant le tracé des anciens remparts de la ville tartare de Pékin.

## 1erpériphérique
Il n'existe en réalité pas de premier périphérique en tant que tel.
Certaines routes du centre ont pu être appelées collectivement premier périphérique par le passé, mais cette appellation n'est plus utilisée actuellement. Il est parfois assimilé aux murs extérieurs de la Cité interdite, soit 17 km de longueur.

## 2epériphérique
Le deuxième périphérique (qui est donc en réalité le premier) fut construit à partir des années 1960 et agrandi dans les années 1990.
Son tracé reprend en très grande partie les fortifications de la vieille ville, formant désormais une boucle rectangulaire autour du centre de Pékin, une zone globalement équivalente à la vieille ville tartare.
Le deuxième périphérique traverse des zones très centrales de la ville, à travers des quartiers formés autour des anciennes portes de Pékin, et au-dessus de la gare centrale. Il mesure 32,7 km de longueur, et est donc comparable au boulevard périphérique de Paris (35 km) en termes de longueur.

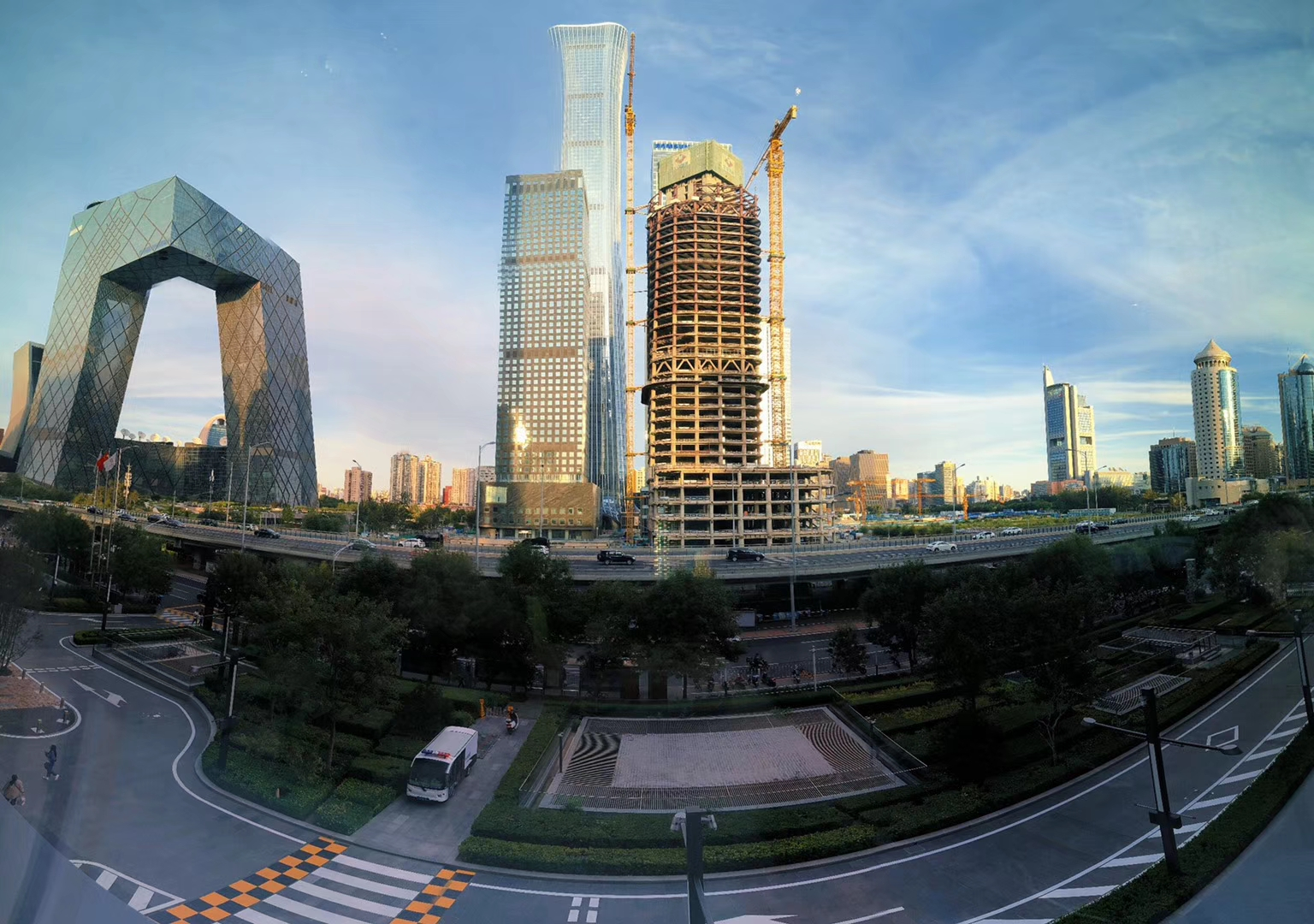
Le 3e périphériquede Pékin, traversant le quartier d'affaires de Guomao

## 3epériphérique
Le troisième périphérique fut la première rocade dont la construction a commencé à partir des années 1950 et s'est poursuivie dans les années 1990.
Ne comportant au début que les sections nord, est et sud, il a été dénommé abusivement par le public en tant que « les Trois rocades ». L'expression en chinois permettant alors la confusion et pouvant être compris comme « la Troisième Rocade » (en chinois : 三环路 ; pinyin : Sān huán lù) ce terme a perduré officiellement et expliquerait alors la numérotation des autres rocades périphériques par rapport à celle-ci et l'absence de premier périphérique.
Il est également situé dans le centre, et passe notamment par le CBD de Guomao et les bâtiments diplomatiques.
C'est le périphérique le plus interne à être lié directement avec les grandes artères transversales. Il mesure 48,3 km de longueur.

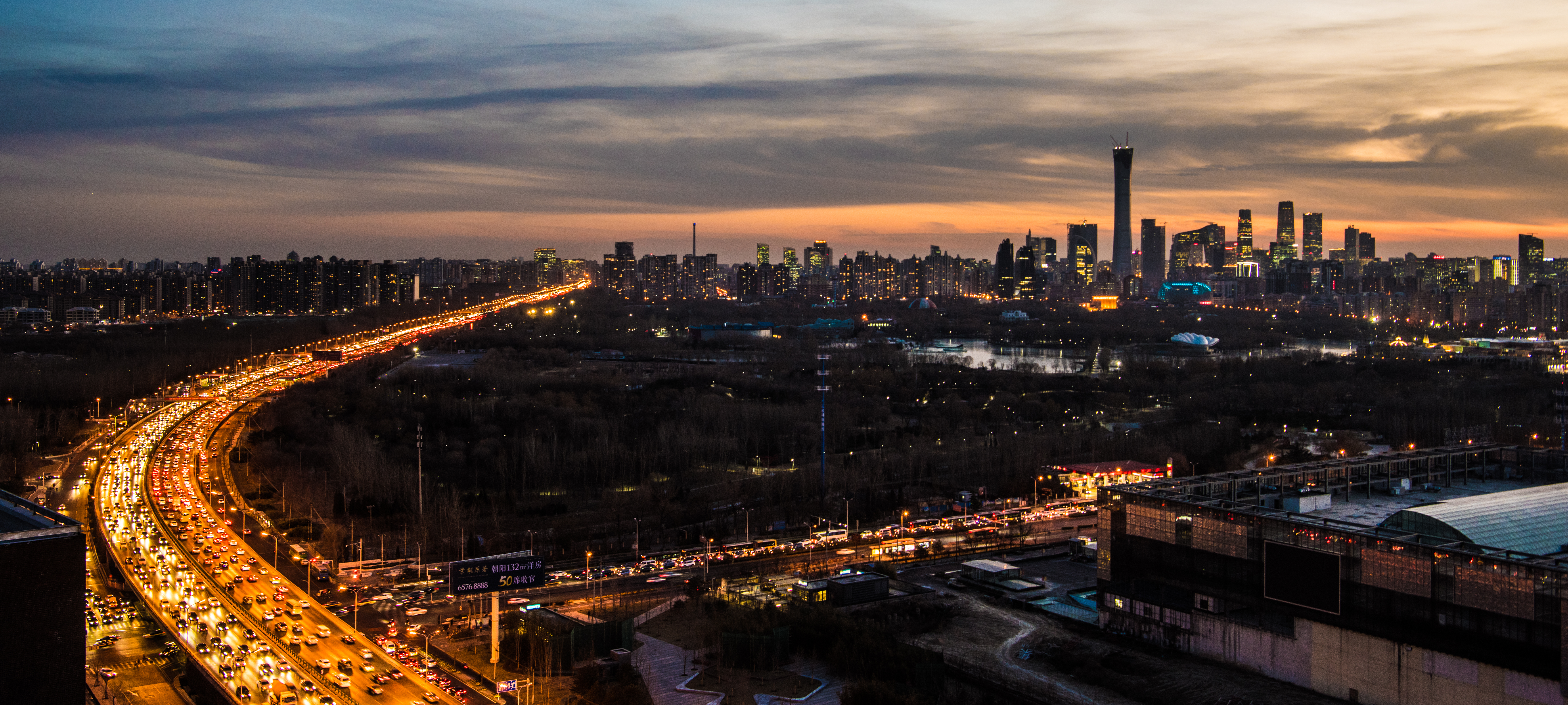
Une vue vers le centre-ville de Pékin depuis le 4e périphérique (nord-est) au niveau du parc de Chaoyang

## 4epériphérique
Le quatrième périphérique, qui fut achevé en 2001, est distant d'environ 8 km du centre de Pékin. Il connecte les parties moins centrales de la ville et traverse le centre technologique de Zhongguancun, le sud du Parc Olympique, le district de Fengtai, et le quartier de Wangjing. Il mesure 65,3 km de longueur comparable à l'autoroute A86 de la région parisienne.

Le quatrième périphérique, tout comme d'autres périphériques, dispose depuis quelques années de gyrophares factices (lumières bleues et rouges) qui s'allument la nuit. Les conducteurs sont trompés et imaginent que la police est en patrouille, ce qui les incite à ralentir.

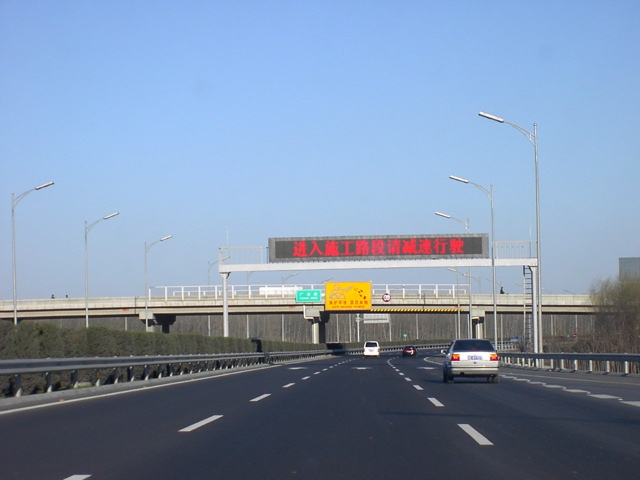
Le 5e périphérique

## 5epériphérique -autoroute municipale S50
Ce périphérique est la première de type autoroutière limitée à 100 km/h, mise en service progressivement entre 2001 et 2003, et gratuite depuis 2004. Il mesure 98,58 km de longueur.
Distant du centre (environ 10 km), elle relie les banlieues de Shijingshan, Huantie, Shigezhuang, Dingfuzhuang et Ciqu et dessert également des sites connus comme le Parc Olympique de Pékin, la zone artistique 798, le Palais d'Eté (Yihe Yuan) et l'Ancien palais d'Eté (Yuanming Yuan) ou encore Xiangshan (Collines parfumées ou Fragrant Hills en anglais).

## 6epériphérique -autoroute nationale G4501
Le sixième périphérique, ou officiellement l'autoroute périphérique de Pékin (G4501) (北京绕城高速), est une autoroute nationale à péage, limitée à 100 km/h. Il mesure 187,6 km de longueur, comparable à la Francilienne (160 km) en termes de longueur.
Plus éloigné que les autres périphériques (environ 15 à 20 km du centre), il fut construit durant les années 2000 et a été mise en service dans son intégralité en 2009.
Il relie les districts de Shunyi, Tongzhou, Changping, et Daxing, qui composent des villes nouvelles satellites autour du centre historique de Pékin.

## 7epériphérique -autoroute nationale G95
Le septième périphérique, ou officiellement l'autoroute circulaire de la capitale (G95) (首都环线高速), est composé de plusieurs sections d'autoroutes qui sont souvent au delà des limites de la municipalité de Pékin, dans l'idée de mieux aménager les déplacements dans la région capitale Jing-jin-ji.
En 2004, le gouvernement central a approuvé un plan d'urbanisation qui contenait l'idée d'un septième périphérique.
Les premiers tronçons de l'autoroute sont mis en service depuis 2018 et la totalité du tracé de 940 km est prévu pour 2021. On pourrait y trouver une analogie avec le Grand contournement de Paris.